# Microglanis secundus
Microglanis secundus är en fiskart som beskrevs av Mees, 1974. Microglanis secundus ingår i släktet Microglanis och familjen Pseudopimelodidae. Inga underarter finns listade i Catalogue of Life.